# 오리온자리 V380
오리온자리 V380(영어: V380 Orionis)은 백색 주계열성으로 오리온 성운 근처에 있다. 이 별은 태어난 이래로 NGC 1999에 둘러싸여 있는 상태이다. 1999년 허블 우주 망원경이 촬영한 영상에 의하면 오리온자리 V380은 NGC 1999를 밝히고 있었다. 이 별의 앞에 있는 어두운 물체는 새로운 별이 태어나는 장소인 보크 구상체이다. 이 별은 허빅 Ae/Be 별로 추정되며, 주변에 있는 물질들은 오리온자리 V380을 만들고 남은 것들로 보인다. 따라서 이 별은 태어난 지 얼마 되지 않은 젊은 별로 볼 수 있다. NGC 1999는 오리온자리 V380 항성의 빛을 반사하여 빛나고 있는 성운으로 지름은 0.3광년 정도이다.

## 참고 문헌
1. ↑  Corcoran, D.; Ray, T. P. (1995년 9월). “Herbig-Haro outflows in the V 380 Orionis region” 301. Astronomy and Astrophysics: 729.
2. ↑  《Hubblesite》. Hubble Takes a Close-up View of a Reflection Nebula in Orion 보관됨 2008-10-03 - 웨이백 머신. 2008년 11월 29일 확인.

- v380-orionis
- simbad 오리온자리 V380